# ميخائيل لين
ميخائيل لين (باليابانية: マイケル・リン) هو رسام ياباني، ولد في 1964 في طوكيو في اليابان.